# Coderre
Coderre es un pueblo canadiense situado en la provincia de Saskatchewan.

## Superficie
Coderre tiene una superficie de 0,85 km².

## Demografía
En 2021, tenía 30 habitantes, una densidad poblacional de 35,4 hab./km², y 20 viviendas.